# Hindemae
Hindemae er en gammel hovedgård, som nævnes første gang i 1480. Gården ligger i Skellerup Sogn, Vindinge Herred, Ullerslev Kommune. Hovedbygningen er opført i 1787-1790.
Hindemae Gods er på 215 hektar med Bakkegården

## Ejere af Hindemae
- (1480) Jørgen Urne
- (1480-1510) Jørgen Jørgensen Urne
- (1510) Mette Clausdatter Huitfeldt gift Urne
- (1510-1531) Claus Jørgensen Urne
- (1531-1548) Jørgen Clausen Urne / Erik Clausen Urne
- (1548-1561) Erik Clausen Urne
- (1561-1565) Margrethe Pogwisch gift Urne
- (1565-1588) Frands Eriksen Urne
- (1588-1599) Claus Eriksen Urne / Helvig Hardenberg gift Rosenkrantz
- (1599-1605) Claus Eriksen Urne / Breide Rantzau
- (1605-1618) Frands Rantzau / Breide Rantzau
- (1618) Lisbeth Sophie Breidesdatter Rantzau gift Lindenov
- (1618-1642) Hans Johansen Lindenov
- (1642) Helvig Hansdatter Lindenov gift Urne
- (1642-1661) Sivert Knudsen Urne
- (1661) Cathrine Sehested gift (1) Urne (2) Ahlefeldt
- (1661-1663) Hans Ahlefeldt
- (1663-1690) Hans Schrøder Løwenhielm
- (1690-1717) Frederik Eiler Gjedde
- (1717-1719) Sophie Amalie Hansdatter Løvenhielm gift Gjedde
- (1719-1725) Carl Vilhelm Gjedde
- (1725-1750) Seneca Hagedorn
- (1750-1778) Karen Jacobsdatter gift Pedersen
- (1778-1801) Ove Johan Vind
- (1801-1839) Charles Adolph Denys Mourier
- (1839-1859) Carl Frederiksen lensbaron Juel-Brockdorff
- (1859-1876) Frederik Carl Vilhelm Niels Adolph Krabbe Carlsen lensbaron Juel-Brockdorff
- (1876-1900) Carl Frederik Sophus Vilhelm Frederiksen lensbaron Juel-Brockdorff
- (1900-1936) Julie Sophie Thora Anna Caroline Ottosdatter baronesse Reedtz-Thott gift Juel-Brockdorff
- (1936-1940) Niels Carlsen baron Juel-Brockdorff
- (1940-1972) Erik Nielsen baron Juel-Brockdorff
- (1972-1995) Erik Nielsen baron Juel-Brockdorff / Niels Douglas Eriksen baron Juel-Brockdorff / Frederik Douglas Eriksen baron Juel-Brockdorff
- (1995-2003) Niels Douglas Eriksen baron Juel-Brockdorff / Frederik Douglas Eriksen baron Juel-Brockdorff
- (2003-) Gustav Nielsen baron Juel-Brockdorff